# 故宫哥窑瓷器受损事件
故宫哥窑瓷器受损事件即2011年7月4日中华人民共和国北京市故宫博物院馆藏宋代哥窑青釉葵瓣口盘因工作人员失误损坏的事件。受损文物出土自江苏省南京市明代汪兴祖墓，被定为一级乙等文物，在这次事故中碎裂为六瓣。事件发生后，故宫博物院并未对外公开消息，7月30日新浪微博网友曝光后外界才得知事故发生。事件曝光后，引发了争议。故宫博物院的调查报告称，事故原因是仪器操作人员错误输入数据，导致样品平台上升过高，将瓷盘挤坏。事后，故宫博物院将直接责任人处以行政记大过的处罚，对涉事部门主要负责人给以行政警告。

## 受损文物
哥窑是宋代五大名窑之一，哥窑器是中国古代瓷器中的名贵品种。据统计，全世界存世的宋代哥窑真品仅几百件。受损的宋代哥窑青釉葵瓣口盘于1970年10月出土自江苏省南京市中华门外张家洼汪兴祖墓，下葬时间为明代洪武四年。墓葬的发掘报告发表在《考古》期刊上。该墓出土哥窑瓷盘11件，其中两件被划拨给了北京的故宫博物院。事件中受损的这件釉面保存情况较好，被定为一级乙等文物，故宫博物院馆藏编号为“新179479”。另外一件的釉面在埋藏时受损。故宫博物院称，馆藏文物中“宋代哥窑青釉葵瓣口盘”共有15件，虽然名称相同，但器型不一，通常以文物编号区别。
也有一些学者认为受损瓷器在内的11件汪兴祖墓出土瓷盘的断代、窑口存在争议。有学者认为，故宫受损文物应为官窑盘而非哥窑盘。马未都等学者指出，古人早有“官哥不分”的说法，现代人更难区别。故宫博物院研究馆员叶佩兰认为，受损瓷盘究竟是元代作品还是宋代作品尚有争议。
故宫博物院文保科技部主任苗建民事后介绍，故宫博物院在2010年开始了宋代五大名窑官窑的检测工作，检测了五十余件官窑瓷器，结果不错，获得了新的认识，因此确定了进一步的研究计划，在2011年开始检测馆藏哥窑瓷器；检测这件宋代哥窑青釉葵瓣口盘时，工作人员失误，导致瓷器损坏。

## 事件曝光
7月30日18时57分，网名龙灿的新浪微博用户发表微博“告诉大家一个震惊的消息，故宫又出大事了。”19时7分，龙灿转发上一条微博，并补充道：“故宫器物部手续不全，将国家一级品宋代哥窑瓷器一件出库，不料被工作人员摔碎，故宫一级品一共才1106件。现在，故宫、文化部下封口令。”事件迅速引发关注。龙灿后来接受采访时称，十几天前他从他的一位老师处得到消息；后来的十几天里，他动用关系最终确认瓷器受损传闻属实，才将其发布到微博上。

## 调查与处置
2011年7月30日晚，龙灿发布微博后，故宫博物院回应记者采访称正在了解相关情况。7月31日上午，故宫博物院公开声明，承认馆藏哥窑瓷器因人为操作不当而损坏。声明称，2011年7月4日10时左右，“故宫博物院古陶瓷检测研究实验室科研人员在对古器物部提取的宋代哥窑青釉葵瓣口盘（一级乙）进行无损分析测试时发生文物损坏”；事件发生后，研究人员当即中止仪器运转，保护现场，向领导汇报；有关领导立即赶到现场，决定中止实验室的工作，对涉事设备开展检测；故宫博物院组成事故调查组，开展工作，努力查清事故原因，计划在查清问题后上报文化部与国家文物局；7月5日下午，调查组开会分析了事故情况；经过研究、检测、模拟、讨论，相关人员在7月21日完成了事故调查报告初稿，初步判定事故原因是仪器操作人员工作失误致使样品台上升距离过大、将瓷器挤坏；7月26日，调查组再次开会，讨论了报告中的事故原因和整改措施，要求继续补充报告以求尽快上报，会议还讨论了涉事人员的处罚问题。
8月1日，故宫博物院向文化部、国家文物局提交了事故调查报告和整改报告。收到报告后，文化部、国家文物局派出事故核查组。8月2日，文化部、国家文物局公布了核查组调查结果，确认此事件为工作人员操作失误导致珍贵文物损坏。同一天，国家文物局向各省级行政区文物主管部门通报了这次事故。
8月3日上午，故宫博物院在网站发布声明，确认事件的直接原因是“由于工作人员操作电脑输入数据失误，导致仪器内的样品台上升距离过大，使瓷器受到挤压而损坏”。声明公布了处罚措施，“对造成本次文物损坏事故的直接责任人给予行政记大过处分，给予负有领导责任的该部门主要负责人行政警告处分”。

## 反响与质疑

### 瞒报问题
《国家文物局突发事件应急管理办法》要求，“国有文物事业单位应当在知道突发事件发生后或者两小时内向所在地县级以上文物行政主管部门报告”。这一文件还规定，“如发生一级文物丢失或者损坏等情形，县级以上文物行政主管部门应当在接到报告2小时内，向同级人民政府和上级文物行政主管部门报告，并同时向国家文物局报告”、“任何单位和个人对突发事件，不得隐瞒、缓报、谎报或者授意他人隐瞒、缓报、谎报。”然而，直到7月31日上午，北京市文物局、国家文物局也没有收到故宫博物院的报告。曝光该事故的龙灿称，故宫博物院封锁了消息，很多瓷器界的专家之前都不知道这件事，故宫博物院和文化部下达了封口令。
故宫博物院文物管理处处长娄玮接受采访时称，《中华人民共和国文物法》规定工作中文物损毁应向国家文物主管部门报告，但并未限定时间，故宫博物院鉴于这次事故的复杂性限定了一个月的时间。娄玮称，故宫博物院的处理是合乎情理的，没有调查清楚之前不宜向上级和公众报告，不然会伤害当事人和仪器厂家，故宫博物院的做法很严谨，并没有瞒报事故。故宫博物院副院长、事故调查组组长陈丽华否认故宫下达封口令，声称不公开事故是为了保护操作员，也是为了避免给故宫造成压力。2011年8月底，故宫博物院院长郑欣淼公开回应了故宫的一系列丑闻，向公众道歉；就哥窑瓷盘损坏一事，郑欣淼承认“事后没有在第一时间向上级部门报告，我们对此负有不容推卸的责任”。2012年2月，国家文物局在《文物行政执法与安全监管情况公告制度工作方案（试行）》基础上制定了《文物安全与行政执法信息上报及公告办法》，对文物案件的报告时限提出了更严格的要求。

### 制度漏洞
故宫博物院文保科技部主任苗建民介绍，古陶瓷检测研究实验室成立于2005年，9名工作人员均为理工科背景，曾接受过文物安全培训；实验室工作人员通常不直接接触文物，完成测量时会有故宫博物院古器物部的人员在场，不过参与测量的工作人员只有一人。苗建民称，事故发生时的操作员是一位女性，理工科硕士，专业技术职称为中级，2004年加入实验团队，是实验室的资深成员，此前一年参与完成了50件古代瓷器的检测工作。
有文物专家评论称，故宫博物院古陶瓷检测研究实验室的工作人员是科技检测行业的专业人士，但缺少文物知识，是文物保护专业的外行，事件暴露出故宫博物院部分人员缺乏文物经验和技能，故宫博物院人员培训存在漏洞；由一个工作人员单独完成一级文物的检测，这一制度设计存在漏洞。专家指出，文物检测前通常会进行预检测，制作几个形制同真品相同的石膏模型进行模拟测试，多次测验无误后再用真品进行实验；故宫博物院检测制度落后，没有预检测环节。专家还说，故宫博物院没有为仪器安装安全感应设施；如果装有安全感应设施，即便工作人员错误输入了数值，设备距离文物过近时感应设施会阻止仪器运行，避免文物被压坏。故宫博物院院长郑欣淼后来承认，馆方“事先文物保护实施方案不够周密、预判性不足，人员培训针对性不强不细，致使珍贵文物损坏”。

### 处罚力度
处理结果公开后，网民认为处罚过轻，有网友认为应该追究相关人员的刑事责任。《中华人民共和国刑法》第324条规定了过失损毁文物罪：“过失损毁国家保护的珍贵文物或者被确定为全国重点文物保护单位、省级文物保护单位的文物，造成严重后果的，处三年以下有期徒刑或者拘役。”中国政法大学教授阮齐林评论，关键在于“过失”的认定，该事件中的仪器操作员顺利完成了逾50件瓷器的检测，常年从事文物工作偶尔出现失误“没有必要认定为犯罪意义上的过失”，追究刑事责任处罚过重，行政处分更合适。北京大学法学院副院长沈岿同样认为问题的关键是“过失”认定，认为对“过失”的认定需要专业人员判断，从现有公开信息并不能断定是否存在主观过失、过失程度如何。
故宫博物院副院长、事故调查组组长陈丽华称，处罚根据是故宫博物院《藏品管理规定》第10章“奖励与惩罚”第86条。故宫博物院拒绝对外透露《藏品管理规定》第10章第86条的细节，声称内部规定不宜对外公开。

### 赝品争议
2011年8月1日，中国中央电视台在节目中播出了受损瓷器的影像。次日凌晨，爆料人龙灿发表博客，指称出现在电视中的瓷盘同故宫博物院官方网站上的宋代哥窑青釉葵瓣口盘不同，怀疑有人将真品瓷器调包，或者是电视台工作出现失误。龙灿要求故宫博物院公开该文物损毁前后的清晰图像。故宫博物院随后回应，馆藏中名为“宋代哥窑青釉葵瓣口盘”的瓷器共有15件，官网上的图片同受损的瓷盘并非同一件，文物没有被调包。